# Costessey
Costessey – wieś w Anglii, w hrabstwie Norfolk, w dystrykcie South Norfolk. Leży 7 km na północny zachód od Norwich i 158 km na północny wschód od Londynu.
Miejscowość liczy 9822 mieszkańców.